# Городня (приток Москвы)
Городня́ (Городянка, Городнянка, Городёка, Городенка) — река на юге Москвы, второй по длине и расходу воды (после Сетуни) правый приток Москвы-реки в черте города. Образует Царицынские, Борисовские и ряд более мелких прудов.

## География и гидрология
Река полностью протекает по территории Москвы, по Теплостанской возвышенности. Длина — 16 километров, из которых 13,5 километра Городня течёт в открытом русле, из них 4,8 км под водоёмами. Площадь бассейна составляет около 100 км². Средний расход воды — 0,76 м³/с.
Начинается в районе Ясенево у пересечения Соловьиного проезда и улицы Рокотова; по другим данным — рядом с метро Новоясеневская; в открытом русле пересекает Битцевский лес, по выходе из которого, в северной части района Чертаново Южное, образует безымянный пруд и течёт в подземном коллекторе вдоль Кировоградского проезда, где имеются пойменные пруды — каскад из трёх Кировоградских прудов; далее пересекает Варшавское шоссе, образует каскад из двух Варшавских прудов, пересекает Дорожную улицу, образует Покровский пруд, пересекает Павелецкое и Курское направления Московской железной дороги; далее на территории районов Орехово-Борисово Северное и Москворечье-Сабурово она большей частью запружена, протекая через Верхнецарицынский, Нижнецарицынский и Борисовские пруды; по выходе из них течёт в открытом русле на границе районов Зябликово и Братеево, пересекает район Братеево и впадает в реку Москву у Бесединских мостов.
Долина почти на всём протяжении глубоко врезана и живописна, однако сильно изменена и сохраняет свой естественный вид только в пределах Битцевского леса.
В низовьях река сильно загрязнена. Вдоль прудов проложен коллектор для отвода загрязнённых вод в пруд-отстойник, расположенный в устье Городни. На устьевом участке по состоянию на 1997 год содержание нефтепродуктов и солей железа превышало предельно допустимую концентрацию.
Городня не имеет рыбохозяйственного и рекреационного значения, но придаёт своеобразие архитектурно-ландшафтному облику города.

### Основные притоки
- Левые:
  - Котляковка[2]
  - Черногрязка
  - Чертановка[2]
- Правые:
  - Язвенка[2]
  - Шмелёвка[2]
  - Сеньковский овраг
  - Тепляковский овраг
  - Бояков овраг[6][7].

## Палеонтология
Река Городня вместе со своими притоками является комплексным памятником с геологическим, стратиграфическим и палеонтологическим значением. В отложениях альбского яруса (меловой период) обнаружены ихнороды Diplocraterion, Planolites, Skolithos и, возможно, Ophiomorpha. В коньякских отложениях найдены ископаемые остатки двустворчатого моллюска Inoceramus kleinii и трубчатые ходы роющих животных, выделенные в 2017 году в ихновид Skolithos gorodnensis. Из более поздних четвертичных отложений устья Большой Глинки происходят кремниевые палеолитические орудия труда.

## Происхождение названия
Томонимист Р. А. Агеева писала, что название реки произошло от названия села Покровское-Городня; Городня — распространённое наименование населённых пунктов (ср. город, городить и др.); вариант гидронима Городянка является производным от Городня, от него получила название улица Городянка.
Географ Е. М. Поспелов предлагал гидронимическое объяснение названия: от слова городня — «ограда, забор в реке», «закол, перебой, рыбная забойка с воротами, в которые вставлен кошель, или глухая; простой плетень для притона рыбы» (В. И. Даль), а также указывает на возможность сопоставления с балтийскими гидронимами: лит. Gardena, латыш. Gardienes, курш. Garde и др., согласно интерпретации В. Н. Топорова (1972). Исходный балтийский гидроним в русском языке мог быть переосмыслен в понятное образование отгородить.

## История
На берегах реки находились селения Бирюлёво, Покровское (Покровское-Городня), Царицыно, Хохловка, Шипилово, Борисово, Братеево.
По имени реки в 1965 году названа улица Городянка. В 1971 году сооружён Городинский мост. В 1991 пять участков реки объявлены памятниками природы.

## Достопримечательности

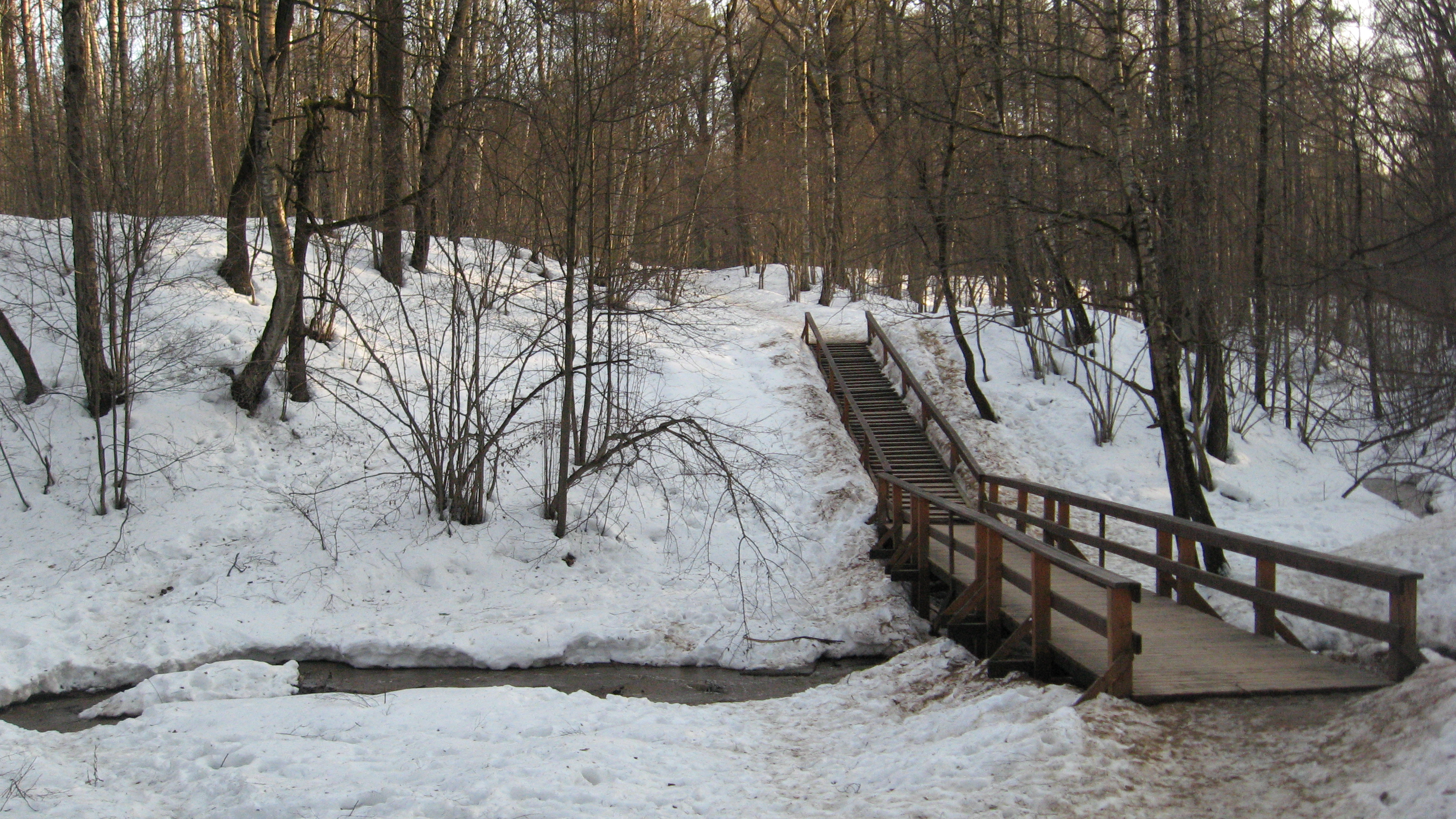
Городня в Битцевском лесу

Долина Городни в Битцевском лесопарке и Верхний Царицынский пруд — места массового отдыха москвичей. Левый берег реки в районе Братеево и правый берег реки в районе Зябликово благоустроен. Здесь в пойме реки находится парк, благоустройство по которому было проведено в 2012 году.
Туристского значения река не имеет.